# Horst Seifart

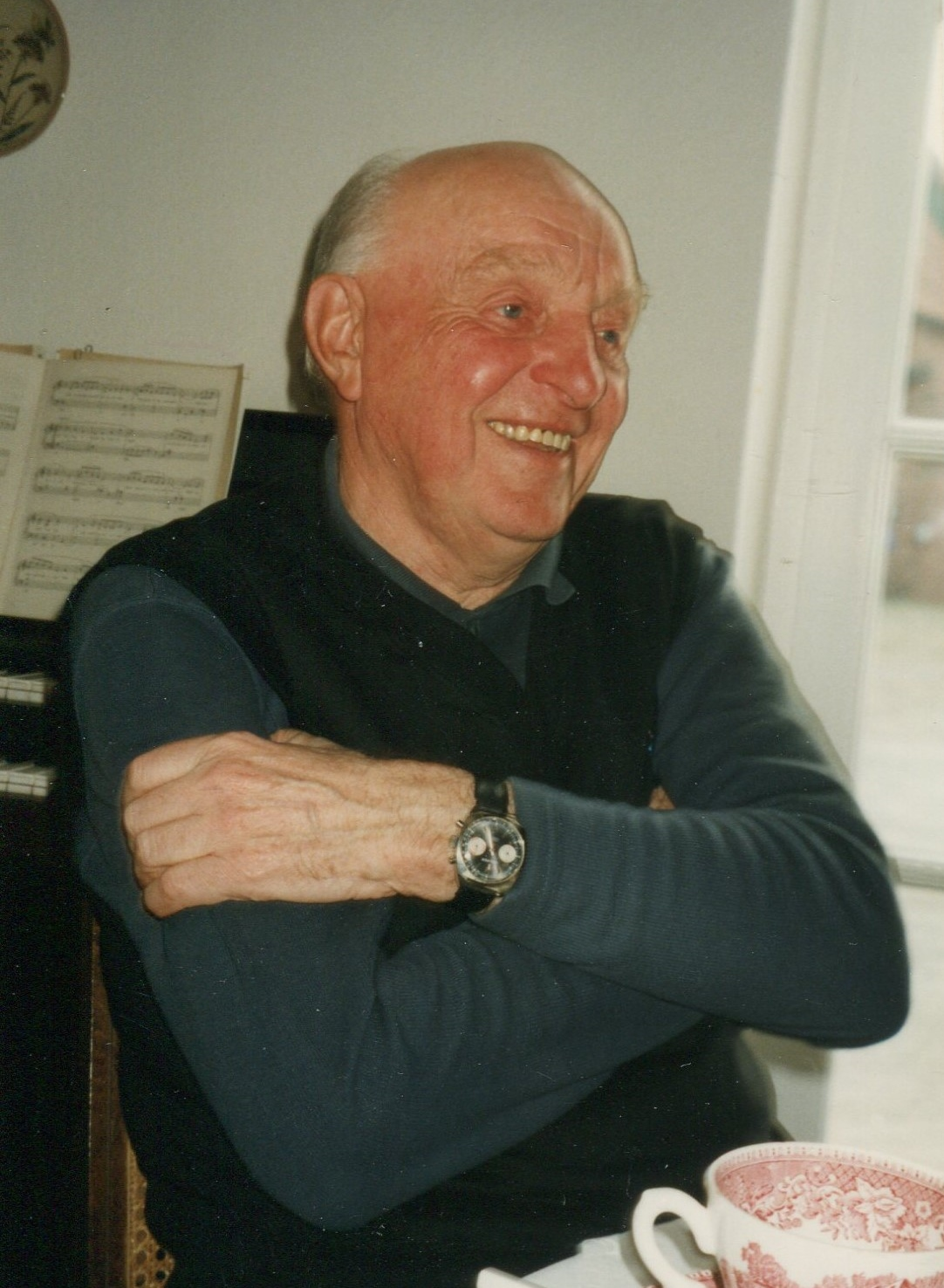
Horst Seifart

Horst Seifart (* 16. Februar 1916 in Reinbek; † 2. Oktober 2004 in Bleckede) war ein deutscher Journalist, Fernsehregisseur und Sportwissenschaftler.

## Leben
Der aktive Leichtathlet Seifart studierte Germanistik, Sportwissenschaften und Psychologie. 1951 kam er – zunächst als freier Mitarbeiter – zum Norddeutschen Rundfunk in  Hamburg. 1967 wurde er Leiter der Hauptabteilung Sport. Sein Vorgänger war der als Sportreporter legendäre Herbert Zimmermann. Seifart selbst agierte lieber hinter Mikrofon und Kamera.
Er war verheiratet und hatte zwei Kinder.

## Leistungen
Horst Seifart gilt als Fernsehpionier. Er hat als Erster Formate für große internationale Sportwettkämpfe entwickelt, wie etwa für Fußballweltmeisterschaften und die Live-Berichterstattung. Aber er setzte sich auch besonders für Sendungen über nicht so populäre Sportarten ein. Als langjähriger Programmchef der Europäischen Rundfunkunion (EBU) für Sport-Großereignisse war er über die Landesgrenzen hinweg tätig.

## Olympische Spiele 1972
Für die Olympischen Sommerspiele 1972 in München verpflichtete Robert E. Lembke, der Geschäftsführer des Deutschen Olympiazentrums (DOZ) den Sportjournalisten als „Weltregisseur“. Seifart setzte die bis dahin unerhörte Zahl von 90 Kameras an 24 Schauplätzen ein, koordinierte 2328 Mitarbeiter aus vielen Ländern. Begleitet wurde die Arbeit von 4 Satelliten und einem kompletten Fernmeldebataillon der Bundeswehr.
Diese Olympischen Spiele waren von einem Terroranschlag überschattet, bei dem 9 israelische Sportler nach einer Geiselnahme ermordet worden waren.

## Chefredakteur Regionalprogramm

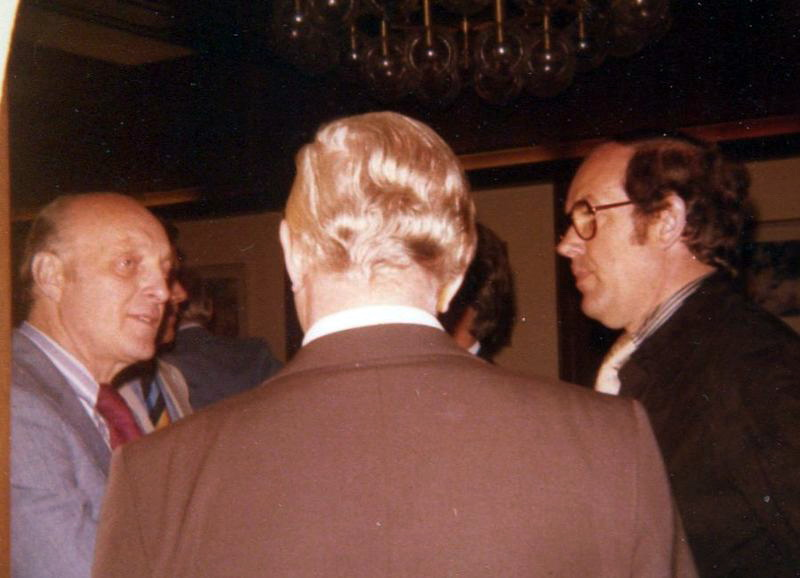
Horst Seifart im Gespräch mit Hamburgs Innen- und Sportsenator Werner Staak (rechts)

1976 ernannte der Norddeutsche Rundfunk. Horst Seifart zum Chefredakteur des Regionalfernsehens. Der den Liberalen nahestehende folgte auf Erhard Herzig (SPD).
Neben der Arbeit für das Regionale widmete Seifart sich weiterhin dem Sport. In Schriften und Vorlesungen an der Hamburger Universität beschäftigte er sich vor allem mit der theoretischen Begleitung des Themas Sport und Medien. Für diese Arbeit verlieh ihm die Hamburger Universität die Ehrendoktorwürde. Manchen seiner Studentinnen und Studenten ermöglichte er den beruflichen Einstieg in die Medienwelt.
Als Mitglied im Arbeitskreis „Kirche und Sport“ brachte er ebenso seine Kenntnisse und Vorstellungen ein, wie in politischen Arbeitskreisen unterschiedlicher politischer Parteien.

## Ehrungen
- 1972: Goldene Kamera „für die Leitung des Olympia-Weltprogramms“ als Programmverantwortlicher bei den Olympischen Spielen 1972[1]
- 1982: Emmy-Award für seine Leistung bei der Übertragung des Olympischen Handball-Turniers in Los Angeles[1]
- 1980: Olympische Ringe durch das IOC für „seine Verdienste um die Verbreitung des Olympischen Gedankens“[2]
- 1991: Ehrendoktorwürde der Universität Hamburg für seine wissenschaftlichen Arbeiten[1]
- 1998: Olympische Verdienstmedaille durch das IOC[2]

## Schriften
- Frank Grube; Gerhard Richter (Hrsg.): Leistungssport in der Erfolgsgesellschaft. (Vorwort: Horst Seifart) Hoffmann und Campe, Hamburg 1973, ISBN 3-455-09075-3.